# Director de fotografía

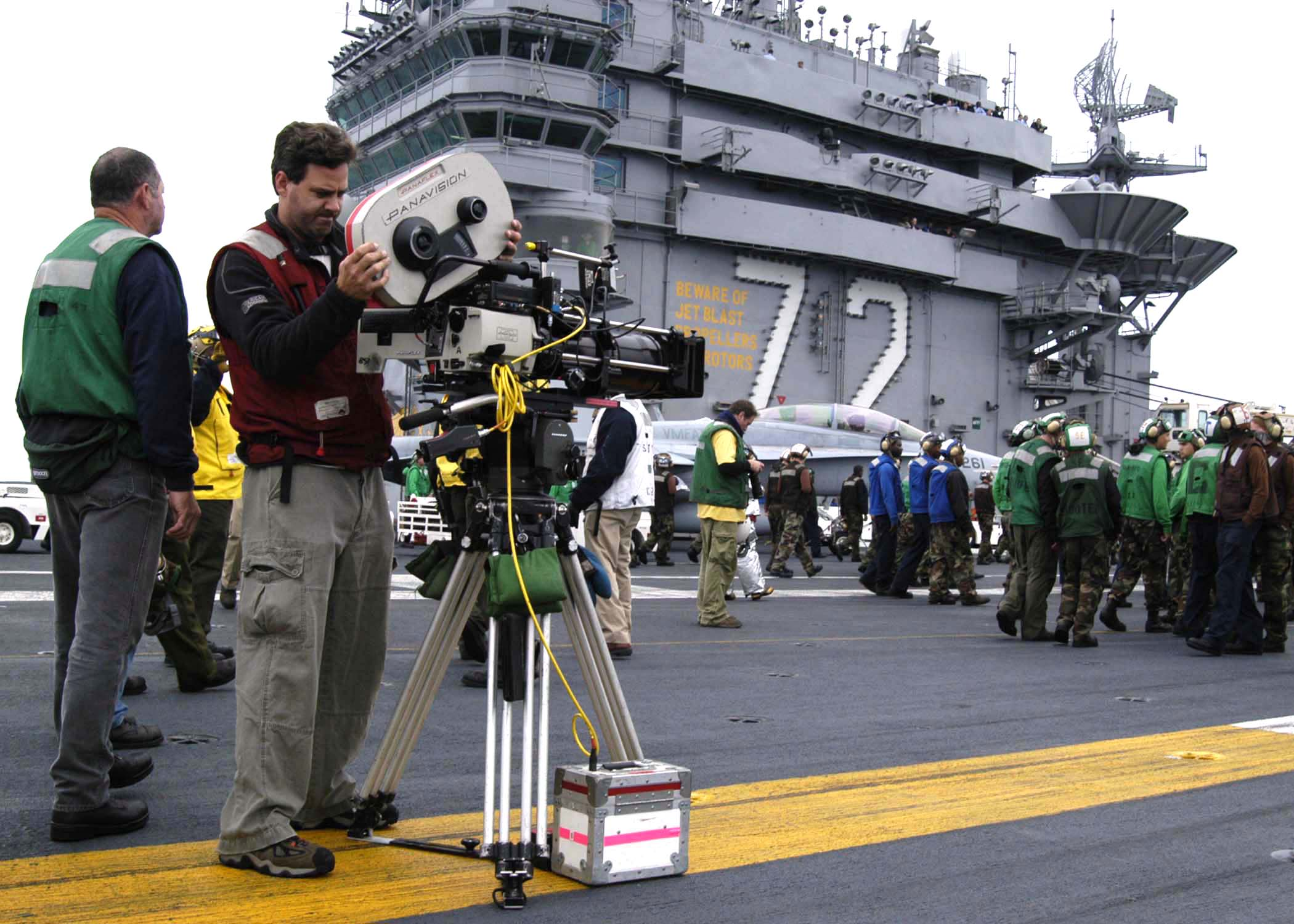
Un equipo de filmación preparando las escenas de la película Stealth en la cubierta de vuelo con la tripulación del portaaviones clase Nimitz USS Abraham Lincoln (CVN 72).

Un director de fotografía (también, cinefotógrafo) es el jefe de la cámara y de los equipos de iluminación que trabajan en una película, en una producción de televisión o en otra pieza de acción en directo, y es la persona responsable de tomar decisiones artísticas y técnicas relacionadas con la imagen. El estudio y la práctica de este campo se conoce como cinematografía.[cita requerida]
El director de fotografía es una de las cabezas de área en cine, televisión y vídeo.  Para la realización de esta labor, llevará a cabo decisiones respecto a la iluminación, ópticas, encuadre y composición, texturas, etcétera, para colaborar en la creación artística de la imagen de la obra. El concepto de dirección de fotografía se refiere a la creación artística de imágenes para la puesta en escena de producciones cinematográficas, televísivas y de vídeo, generalmente para la realización de películas y series televisivas, así como trabajos publicitarios documentales y películas industriales.
La figura del director de fotografía es muy importante, ya que no solo trabaja dentro del rodaje, sino que también desempeña un rol crucial en la postproducción. Él debe tomar las decisiones correctas para que finalmente la película coja una estética característica. Para ello, debe tener buena comunicación con el director, para que le pueda transmitir exactamente lo que quiere plasmar. A su vez debe tener buena relación con el director artístico, para que  los elementos escenográficos que se van a filmar que elabore, estén en sintonía con la estética del film.
En televisión, lo habitual es que quien se encarga de la dirección de fotografía trabaje dentro del estudio, pero también puede hacerlo en exteriores.[cita requerida]

## Responsabilidades
El director de fotografía es:
- Un gerente: como cabeza de área, parte de su trabajo implica la gerencia y administración de recursos dentro de su departamento (si bien normalmente no es costumbre que los directores de fotografía manejen dinero, es común que sus decisiones tengan un impacto importante a la hora de mantener un balance entre el costo y la calidad del proyecto).[4]
- Un gerente medio: que administra, que soluciona problemas, que toma decisiones “con criterio”, que coordina a su equipo de trabajo, que define prioridades y establece el plan de acción de su equipo”.
- Un sindicalista: siendo el representante de su departamento, el director de fotografía defiende y representa los intereses de todos los miembros de su departamento de cara a los otros departamentos, las otras cabezas de área e incluso internamente dentro de su departamento.
- Un técnico: gran parte de su función es estrictamente técnica, tomando las decisiones pertinentes en un proyecto.
- Un líder: se comunica eficientemente e inspira confianza a sus subordinados.
- Un artista: se dice que pinta con la luz, ya que pone a servicio del director sus conocimientos técnicos para convertir un mero registro en una obra de arte.[5]
- Un diseñador: diseña y visualiza el aspecto/estilo del filme.
- Un montador: es una de las muchas figuras dentro del rodaje que vela por el montaje (especialmente en la pre- producción). Es responsable de mantener ejes coherentes para que los planos monten.
- Un continuista: cuida la continuidad plástico-fotográfica y la credibilidad de la luz; también se asegura de que cada escena tenga una continuidad de exposición entre planos que permita al colorista hacer propiamente su trabajo.
- Un garante de calidad: se encarga de que existan los equipos y las condiciones necesarias para asegurar la calidad de imagen del proyecto en todas sus etapas.
- Un miembro de la industria: entiende que es parte de una industria y que su trabajo no está aislado de los otros departamentos, atiende a los estándares de la industria, entiende sus porqués y se hace cargo de la manipulación adecuada de los equipos a su disposición.
- Un narrador: comunica con su fotografía. No basta con que el plano sea bello, es vital que su fotografía apoye y refuerce la narración.

## Conocimientos que debe manejar
Un director de fotografía tiene que tener pleno conocimiento de óptica, cámara, luz, voltaje, distribución eléctrica, máquinas, sensitometría, colorimetría, formatos de grabación, compresión, y proyección. Es alguien que entiende de sombras, contrastes, calidad e intensidad de luz.

## Relación con otros departamentos
El director de fotografía llega a acuerdos con los otros departamentos respecto al tipo de imagen que requiere la historia y el modo de llegar a ella, dependiendo del género, tono de la historia, etc.

## Equipo de fotografía
El equipo de fotografía está formado por:
- Director de fotografía u operador: Jefe de equipo de iluminación y cámara.
- Operador de cámara o segundo operador: Opera la cámara y compone el plano.
- "Primer asistente de cámara" Ayudante de cámara o foquista:Organiza, revisa y vela por el buen funcionamiento de la cámara, además de distribuir la profundidad de campo durante el plano.Es el encargado de registrar los Partes de cámara.
- "Segundo asistente de cámara"" Auxiliar de cámara: Mano derecha del Ayudante.
- "Loader" Carga y descarga los chasis de película.
- Meritorio de cámara: Hace labores de apoyo al equipo de cámara.
- "DIT" Técnico de Imagen Digital Ayuda al DF en la instalación de los equipos electrónicos para evaluar las imágenes
- Asistente de vídeo: Maneja e instala el vídeo, el combo y los monitores.
- Gaffer: o Jefe de eléctricos. Lleva a cabo técnicamente la iluminación diseñada por el director de fotografía junto con su equipo de electricistas. Selecciona los equipos convenientes para llevar a cabo la iluminación, pre-ilumina escenas, realiza las visitas a localizaciones o scouting, etc.
- Eléctricos: Colocan los elementos de iluminación como y donde dice el jefe de eléctricos o gaffer.
- Jefe de maquinistas o Key grip: Coordina a los maquinistas que llevan el travelling, grúa, charriot, y el montaje de todo el grip etc.
- Dolly Grip: Son los encargados de manipular dollys, grúas y otros soportes de cámara.
- Foto fija: Realiza fotografías con varios propósitos como son el registro documental del rodaje o fines publicitarios. Comúnmente se lo conoce también como «Leica» debido a que antaño desempeñaba su labor con cámaras fotográficas de dicha firma, dada la peculiaridad de que sus objetivos estaban marcados con valores T de diafragma al igual que las cámaras cinematográficas (realmente pertenece al equipo de producción y no al de cámara).